# Bariéra mezi Izraelem a Pásmem Gazy
Bariéra mezi Izraelem a Pásmem Gazy (někdy zvaná Železná zeď, anglicky Iron Wall) je izraelská hraniční bariéra kolem Pásma Gazy. Bariéra je mimo válečné konflikty propustná na dvou hraničních přechodech. Na severu Pásma Gazy je hraniční přechod Erez, který slouží k transportu obyvatel a zboží do Izraele. Na jihu území je hraniční přechod Kerem Šalom, který je využíván pro transport zboží z Egypta, jelikož Izrael nedovoluje přímý přechod zboží mezi Egyptem a Pásmem Gazy. Na egyptsko-gazské hranici je hraniční přechod Rafah, který slouží výhradně pro transport lidí.
První hraniční plot mezi Izraelem a Pásmem Gazy byl postaven v roce 1971. Od té doby je zpevňován, modernizován a technologicky vylepšován.

## Pozadí

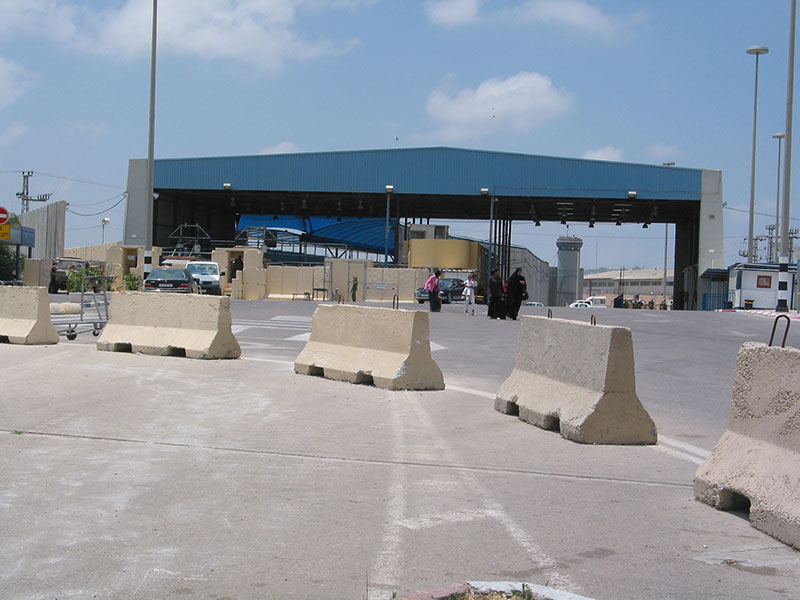
Hraniční přechod Erez (2005)

V roce 1993 Izrael a Organizace pro osvobození Palestiny podepsaly dohody z Osla, které ustavily Palestinskou autonomii s omezenými správními pravomocemi na částech Západního břehu Jordánu a Pásma Gazy. Izrael si udržel monopol na kontrolu vzdušného prostoru Pásma Gazy, tamních teritoriálních vod a vlastní pozemní hranice.
Roku 2005 se Izrael stáhl z osad v Pásmu Gazy a opustil tak kontrolu hranice s Egyptem. Izrael tímto krokem tvrdil, že ukončil okupaci Pásma Gazy, která trvala od roku 1967. Nicméně toto tvrzení je zpochybňováno, jelikož si Izrael nadále udržel monopol kontroly vzdušného prostoru a teritoriálních vod Pásma Gazy. Gazané nedisponují izraelskými cestovními doklady. V roce 2007 navíc Izrael a Egypt uvrhly na Pásmo Gazy blokádu.
Hranice mezi Pásmem Gazy a Izraelem dělí jeden z nejvýraznějších ekonomických kontrastů na světě (Korejské demilitarizované pásmo je druhým): na izraelské straně je HDP na hlavu 55 000 USD a hustota obyvatelstva je nízká, zatímco na palestinské straně je HDP na hlavu 1 250 USD a hustota obyvatelstva patří k nejvyšším na světě.

## Výstavba bariéry

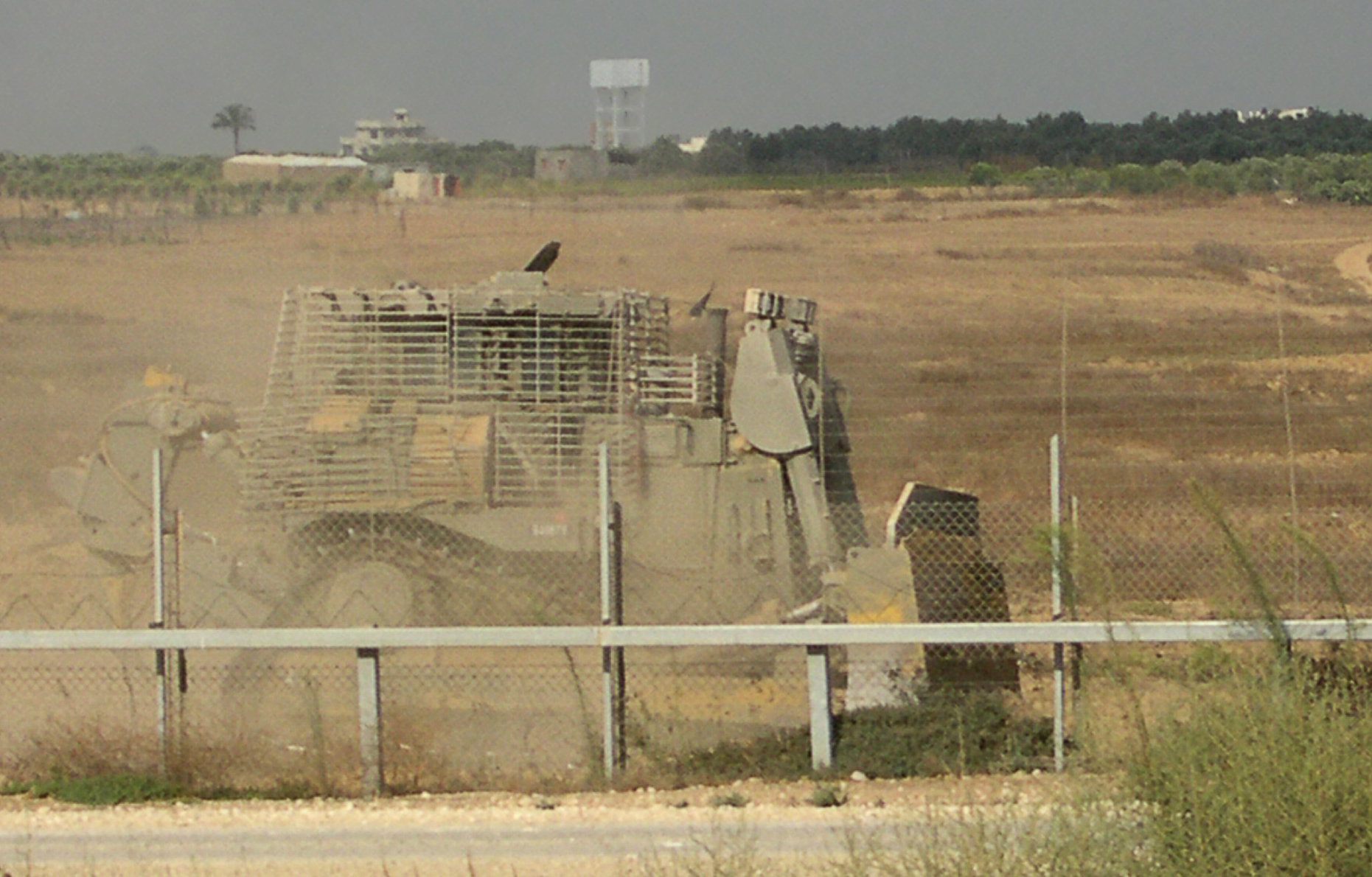
Izraelský armádní obrněný buldozer Caterpillar D9 hledá na palestinské straně hranice nastražené výbušniny (2005)

Izrael zahájil stavbu prvních 60 kilometrů bariéry podél své hranice s Pásmem Gazy v roce 1994. V druhé dohodě z Osla o Západním břehu Jordánu a Pásmu Gazy z roku 1994 bylo dohodnuto, že „bezpečnostní plot, který postavil Izrael kolem Pásma Gazy, zůstane na svém místě a že linie ohraničená plotem, jak je znázorněno na mapě, je pouze určen pro účely dohody.“ Tj. bariéra nemusí nutně představovat hranici. První fáze bariéry byla dokončena v roce 1996.
Před izraelským stažením v roce 2005 udržovala izraelská armáda v Gaze jednokilometrovou nárazníkovou zónu podél hraniční zdi, která bránila případným infiltrátorům přiblížit se k hranici, a to někdy i střelbou. Po stažení armády se hranice stala pro Palestince snadno dosažitelná. Izrael proto zahájil výstavbu posíleného bezpečnostního systému podél hranice, jehož náklady se odhadují na 220 milionů amerických dolarů. Zahrnuje sedmimetrovou zeď se senzory, hlídkové věže s dálkově ovládanými kulomety a ostnatým drátem ve třech oblastech, kde hranice sousedí s izraelskými sídly.
Celkově je první bariérou plot z ostnatého drátu bez senzorů. Druhá bariéra s kódovým označením Hoovers A je vzdálena 20 metrů a skládá se z cesty a plotu se senzory. Ty existovaly před rokem 2005. Od té doby je novým prvkem 70–150 metrů široká nárazníková zóna s kódovým označením Hoovers B s pohybovými senzory v zemi a obehnaná novým senzorem vybaveným plotem se strážními věžemi každé dva kilometry, vybavenými kulomety na dálkové ovládání namísto vojáků, kteří by podle Izraele mohli být cílem palestinských odstřelovačů. Bariéra je střežena ze země i ze vzduchu (balóny se sledovacím zařízením).

## Průniky
První podoba hraničního plotu byla významně poničena po vypuknutí druhé intifády v roce 2000. Zeď efektivně bránila pronikání militantů do Izraele. Sebevražední útočníci se však odpalovali na hraničních přechodech, nebo útočili na zeď jako takovou. Hraniční zeď byla obnovena v roce 2001. Byla navíc posílena o kilometrovou nárazníkovou zónu a technologické pozorovací věže. Izraelským vojákům bylo navíc povoleno střílet na jakýkoliv pohyb v nárazníkové zóně. Palestinské ozbrojené skupiny poté nařídily střílet rakety na bariéru.
Úspěšnost hraniční zdi donutila palestinské militanty ke změně taktiky. Ti následně začali vyhlubovat tunely. První velký infiltrační útok z Pásma Gazy, za využití tunelů, se odehrál v roce 2006. Měsíce se jim dařily drobné útoky. Při jednom z nich zajali a unesli izraelského vojáka Gil'ada Šalita. V roce 2013 Izrael odhalil další tři přeshraniční tunely na své území. Krátce po operaci Ochranné ostří Izrael nalezl a zničil 32 tunelů. V roce 2018 odhalil další tři tunely.
V reakci začal Izrael v roce 2017 budoval několik metrů hlubokou podzemní zeď na 40 kilometrů dlouhých úsecích hranice. Zeď obsahuje detektory hloubení a je postavena na izraelském území. Při stavbě byl odhalen další tunel. Dokončení proběhlo v roce 2021.
Dne 7. října 2023 Hamás a další palestinské ozbrojené skupiny v koordinovaném útoku zaútočily raketomety a drony na hraniční bariéru a technologické věže, které do několika minut vyřadily z provozu. Zeď prorazily na desítkách míst. Při následujícím útoku bylo zabito přes tisíc Izraelců.